# Lupta de la Muratan-Tuzla (1916)
Lupta de la Muratan-Tuzla  a fost o acțiune militară de nivel tactic, desfășurată pe Frontul Român, în timpul campaniei din anul 1916 a participării României la Primul Război Mondial. Ea s-a desfășurat în perioada 7/20 octombrie 1916 - 8/21 octombrie 1916 și a avut ca rezultat victoria forțelor Puterilor Centrale, în ea fiind angajate forțe române din Divizia 9 Infanterie și forțe ale Puterilor Centrale din Divizia Mixtă bulgară și Divizia 1 Cavalerie bulgară. A făcut parte din acțiunile militare care au avut loc în bătălia de pe aliniamentul Rasova-Cobadin-Tuzla.:p. 380

## Comandanți

### Comandanți români
- General Nicolae Petala

### Comandanți ai Puterilor Centrale
- General Todor Kantardjiev
- General Ivan Kolev